# Hradenín (hrad)
Hradenín je gotická tvrz, považovaná některými prameny za hrad, ve stejnojmenné vesnici asi 2,5 km od Plaňan v okrese Kolín. Tvrz je chráněna jako kulturní památka ČR.
Panské sídlo v Hradeníně je příkladem objektu na hranici mezi tvrzí a hradem. S poukazem na historické zmínky, rozsah a kvalitu staveb a zejména přítomnost polygonální dělostřelecké bašty jej Tomáš Durdík zařadil mezi hrady.

## Historie
Předchůdcem tvrze byl panský dvorec, jehož poloha není známá, ale pravděpodobně stál v prostoru hospodářského dvora. Tvrz existovala zřejmě již v roce 1398, kdy se po ní psal bohatý kutnohorský měšťan Mikuláš Písek z Hradenína. Dalším majitelem se roku 1409 stal Reinhard z Müllhausenu. První výslovná zmínka o tvrzi však pochází až z roku 1437, kdy se nacházela v majetku Reinhardova bratra Rynarta ze Sluštic. Po polovině 15. století se na tvrzi vystřídalo více majitelů a v dochovaných spisech byla charakterizována jako hrad.
V roce 1483 na tvrzi sídlil Mikuláš Dax z Hammerštejna, který podnikl velkolepou přestavbu v pozdně gotickém stylu. Další úpravy provedli kolem roku 1600 Nečanští z Minic, kteří tvrz rozšířili o renesanční palác přiléhající k bráně. Jako panské sídlo přestala sloužit v roce 1663, kdy Jiří Viktor z Valštejna tvrz připojil k panství Komorního Hrádku a nechal ji přizpůsobit potřebám hospodářského dvora. Nadále však byla využívána k obytným a hospodářským účelům. Po roce 1869 byla změněna na hospodářskou usedlost, přičemž byl zbořen renesanční palác, zavezena část příkopů a věž změněna v sýpku.
V roce 1955 věž zasáhl blesk, a ta se změnila ve zříceninu. Bez další údržby tvrz chátrala do roku 1985, kdy byl zahájen historický průzkum a podstoupeny první záchranné práce včetně vyčištění příkopu. Opravy skončily v roce 1993, kdy byl majetek vrácen v restituci a tvrz začala opět chátrat. V roce 2008 byla hradenínská tvrz zařazena mezi nejohroženější památky v Česku, ale o čtyři roky později ji do správy získalo Regionální muzeum v Kolíně, které zahájilo rekonstrukci objektu. V roce 2016 byla obnova věže a zejména jejího krovu podle dokumentace starého stavu oceněna jako počin za rok 2015 v soutěži Patrimonium pro futuro vyhlašované Národním památkovým ústavem.

## Stavební podoba
Tvrz obklopoval ve skále vytesaný vodní příkop a rybník. Nejvýznamnější stavbou byla dochovaná pětipatrová obytná věž se vstupem v prvním patře na západní straně. Nejlépe provedená místnost se nachází v nejvyšším patře a osvětlují ji velká hrotitá okna. Během pozdně gotické přestavby byly místnosti v přízemí a prvním patře zaklenuty valenou klenbou a postaveno točité schodiště. U věžové brány také vznikla polygonální dělostřelecká bašta a celý areál obehnala obvodová hradba. U severní a jižní hradby byly postaveny hospodářské budovy, které byly později několikrát přestavěné. V době baroka byla bašta upravena na obytný domek.